# Megalagrion hawaiiense
Megalagrion hawaiiense là loài chuồn chuồn trong họ Coenagrionidae. Loài này được McLachlan mô tả khoa học đầu tiên năm 1883.